# Moca ethirastis
Moca ethirastis är en fjärilsart som beskrevs av Edward Meyrick 1922. Moca ethirastis ingår i släktet Moca och familjen Immidae. Inga underarter finns listade i Catalogue of Life.